# Prema Powerteam
| Prema Racing                           | Prema Racing                         |
| -------------------------------------- | ------------------------------------ |
| Osnovana                               | 1983.                                |
| Osnivači                               | Angelo Rosin Giorgio Piccolo         |
| Mjesto                                 | Grisignano di Zocco, Veneto, Italija |
| Trenutna prvenstva                     |                                      |
| FIA Formula 2 prvenstvo                |                                      |
| FIA Formula 3 prvenstvo                |                                      |
| Formula Regional European Championship |                                      |
| Talijanska Formula 4                   |                                      |
| ADAC Formula 4                         |                                      |
| Azijska Formula 3                      |                                      |
| UAE Formula 4                          |                                      |
| Bivša prvenstva                        |                                      |
| FIA Europska Formula 3                 |                                      |
| GP2 Series                             |                                      |
| Euro Formula 3                         |                                      |
| Formula Abarth                         |                                      |
| Talijanska Formula 3                   |                                      |
| Talijanska Formula Renault 2.0         |                                      |
| Eurocup Formula Renault 2.0            |                                      |
| Formula Renault 2.0 Alps               |                                      |

Prema Powerteam je talijanska momčad koja se natječe u mnogim automobilističkim prvenstvima, a osnovali su je Angelo Rosin i Giorgio Piccolo 1983. Momčad se u FIA Formula 2 prvenstvu i FIA Formula 3 prvenstvu natječe pod imenom Prema Racing. Prema sudjeluje i u ADAC Formuli 4, Talijanskoj Formuli 4, Formula Regional European prvenstvu, Azijskoj Formuli 3 i Formula 4 UAE prvenstvu, dok se u prošlosti natjecala i u Euro Formuli 3, GP2 seriji, Europskoj Formuli 3, Formuli Abarth, Eurocup Formula Renault 2.0 i drugima.
Prema Powerteam je do danas osvojila 27 momčadskih naslova u raznim prvenstvima, te 32 vozačka naslova. Mnogi vozači Formule 1 vozili su za ovu momčad, između ostalih: Robert Kubica, Kamui Kobayashi, Charles Leclerc, Pierre Gasly, Esteban Ocon i Mick Schumacher. Prema je povezana s momčadi Scuderia Ferrari, te trenutno 5 od 9 vozača Ferrarijeve akademije za mlade vozače, vozi za Premu u raznim natjecanjima.

## Naslovi

### Vozački
Talijanska Formula 3
1990.  Roberto Colciago
1998.  Donny Crevels
1999.  Peter Sundberg
Talijanska Formula Renault
2001.  Ryan Briscoe
2003.  Franck Perera
2005.  Kamui Kobayashi
Euro Formula 3
2003.  Ryan Briscoe
2011.  Roberto Merhi
2012.  Daniel Juncadella
Eurocup Formula Renault 2.0
2005.  Kamui Kobayashi
Formula 3 International Trophy
2011.  Roberto Merhi
Europska Formula 3
2012.  Daniel Juncadella
2013.  Raffaele Marciello
2014.  Esteban Ocon
2015.  Felix Rosenqvist
2016.  Lance Stroll
2018.  Mick Schumacher
Formula Renault 2.0 Alps
2013.  Antonio Fuoco
Talijanska Formula 4
2014.  Lance Stroll
2015.  Ralf Aron
2017.  Marcus Armstrong
2018.  Enzo Fittipaldi
2020.  Gabriele Minì
GP2 Series
2016.  Pierre Gasly
ADAC Formula 4
2017.  Jüri Vips
FIA Formula 2 prvenstvo
2017.  Charles Leclerc
2020.  Mick Schumacher
Formula Regional European prvenstvo
2019.  Frederik Vesti
2020.  Gianluca Petecof
FIA Formula 3 prvenstvo
2019.  Robert Švarcman
2020.  Oscar Piastri
Azijska Formula 3
2021.  Guanyu Zhou

### Momčadski
Eurocup Formula Renault 2.0: 2001.
Talijanska Formula Renault: 2001., 2003.
Formula Abarth: 2010.
Euro Formula 3: 2011. − 2012.
Formula Renault 2.0 Alps: 2013.
FIA Europska Formula 3: 2013. – 2018.
Talijanska Formula 4: 2014. – 2016., 2018., 2020.
ADAC Formula 4: 2016. – 2017.
GP2 Series: 2016.
Formula Regional European Championship: 2019. – 2020.
FIA Formula 3 prvenstvo: 2019. – 2020.
FIA Formula 2 prvenstvo: 2020.
Azijska Formula 3: 2021.

## Vanjske poveznice
- PremaPowerteam.com  Arhivirana inačica izvorne stranice od 19. ožujka 2021. (Wayback Machine) - Official website